# Уфенхајм
Уфенхајм (њем. Uffenheim) град је у њемачкој савезној држави Баварска. Једно је од 38 општинских средишта округа Нојштат ан дер Ајш-Бад Виндсхајм. Према процјени из 2010. у граду је живјело 6.183 становника. Посједује регионалну шифру (AGS) 9575168.

## Географски и демографски подаци
Уфенхајм се налази у савезној држави Баварска у округу Нојштат ан дер Ајш-Бад Виндсхајм. Град се налази на надморској висини од 329 метара. Површина општине износи 59,5 km². У самом граду је, према процјени из 2010. године, живјело 6.183 становника. Просјечна густина становништва износи 104 становника/km².

## Међународна сарадња
| Мјесто     | Држава    | Врста сарадње | Од    |
| ---------- | --------- | ------------- | ----- |
|            | Пољска    | партнерство   | 2006. |
|            | Француска | партнерство   | 2000. |
| Пратовекио | Италија   | партнерство   | 1981. |
| Извор      |           |               |       |